# Limes Sorabicus

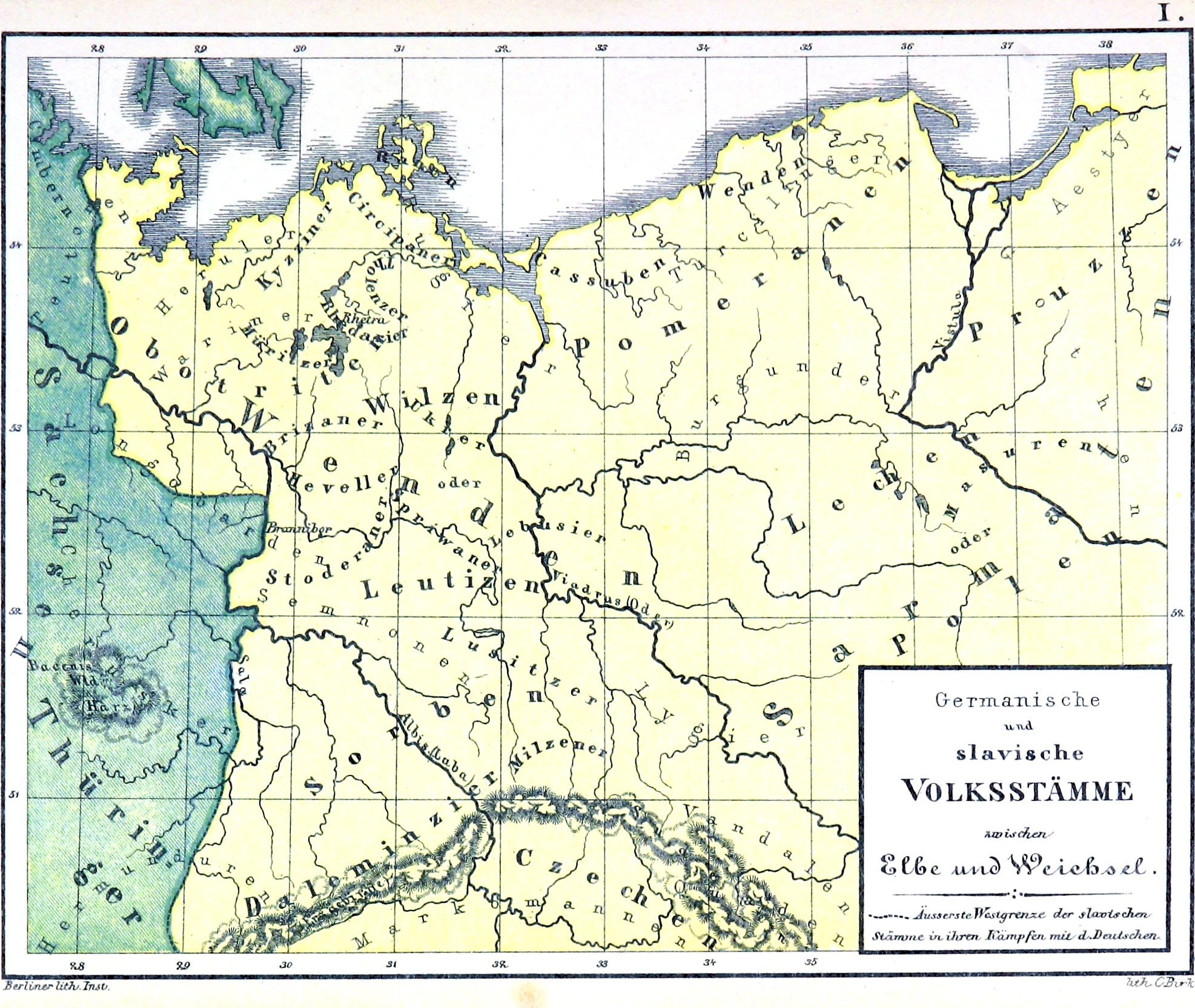
Limes sorabicus Deutsche Karte 19. Jahrhundert.

Der Limes Sorabicus, auch Sorbische Mark oder Sorbenmark, bezeichnet eine Grenzzone zwischen dem Fränkischen Reich und den östlich davon siedelnden Sorben, die spätestens um die Mitte des 9. Jahrhunderts durch die Fränkische Reichsteilung bzw. den Vertrag von Verdun geschaffen worden war und am Ende des 9. Jahrhunderts ihre Bedeutung schon wieder verloren hatte. Sie wird lediglich an vier Stellen in den Fuldaer Annalen kurz erwähnt. Dieses Gebiet, bei dem es sich offenbar um eine Grenzmark handelte, stand unter dem Kommando eines Fürsten (dux Sorabici limitis). Bekannt sind drei Amtsinhaber:
- Thakulf (849, 858 und 873),
- Ratolf (874) und
- Poppo (880),

die in anderen Quellen auch als Graf (comes), Markgraf (marchio) und sogar als Fürst der Thüringer (dux Thuringorum) erscheinen; Poppo gehörte zur Familie der älteren oder fränkischen Babenberger, Ratolf wahrscheinlich auch.

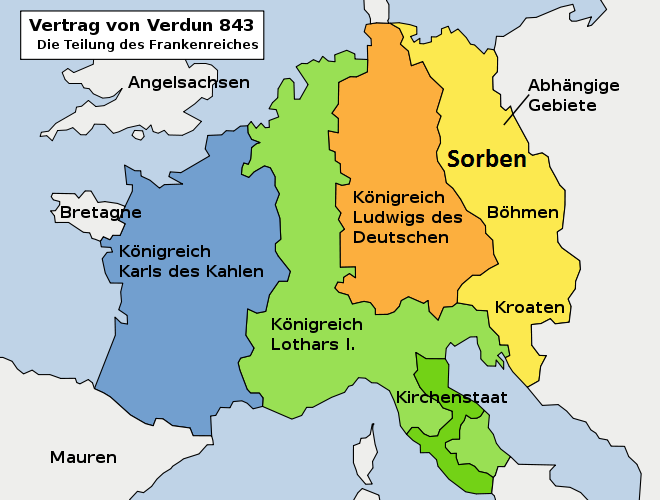
Aufteilung des Fränkischen Reiches durch den Vertrag von Verdun vom 10. August 843. Das Siedlungsgebiet der Westslawen bzw. Sorben (gelb, oben) grenzt an das Ostfrankenreich von Ludwig dem Deutschen (hellbraun).

Die genaue Lage und Ausdehnung der „Sorbenmark“ wird in den Quellen nicht genannt und ist deshalb bis heute umstritten. Besondere Bedeutung kommt dabei der Auskunft Einhards zu, der in seiner um 830 entstandenen Biographie Karls des Großen, der Vita Caroli Magni, schreibt, jener habe die Saale als Grenze zwischen Thüringern und Sorben bereits von seinen Vätern übernommen (ac Salam fluvium, qui Thuringos et Sorabos dividit). Schon 805 war im Diedenhofener Kapitular das weit westlich davon gelegene Erfurt als fränkischer Zollort für den Handel mit den Slawen bestimmt worden. Entsprechend lokalisierten einige Archäologen und Historiker wie Hansjürgen Brachmann (1991) diese „Sorbenmark“ westlich der Saale. Beide Erwähnungen sind jedoch um einiges älter als die erste Nennung des Limes Sorabicus und können somit nicht direkt mit dieser verbunden werden. Außerdem muss eine wirtschaftliche Grenze nicht mit der politisch-militärischen Grenze identisch gewesen sein, zumal ein mit Erfurt und den übrigen Handelsplätzen vergleichbarer Zentralort aus dem Gebiet östlich der Gera nicht bekannt ist.
Die Mehrzahl der Forscher (u. a. Rudolf Kötzschke, Hermann Aubin) ging und geht dagegen von einer rechtssaalischen Lage des Limes Sorabicus aus. Walter Schlesinger schrieb 1963 hierzu: „Es muß sich um das Gebiet östlich der Saale gehandelt haben etwa bis zur Elster und Pleiße, vielleicht sogar stellenweise bis zur Mulde vorstoßend, eine dem Reiche locker angegliederte Zone, die im thüringischen Hinterland einen festen Rückhalt hatte und vielleicht durch einzelne vorgeschobene Burgen geschützt wurde.“
In jüngster Zeit hat sich die historische Forschung wieder verstärkt des Problems der Grenze angenommen. Matthias Hardt (2000) nimmt an, dass zur Zeit Karls des Großen an der Elbe und Saale eine an antiken Vorbildern ausgerichtete Flussgrenze des Reiches geplant gewesen war, die im weiteren Verlauf des 9. Jahrhunderts jedoch auf als auf Burgen gestützte Grenzorganisation zum Limes Sorabicus ausgebaut worden ist, was der Entwicklung beim Limes Saxoniae entspräche. Die Frage, ob die „Sorbenmark“ beide Seiten der Saale umfasste oder ob sie sich nur über einen westlichen oder östlichen Flussrandbezirk erstreckte, kann allerdings auch damit nicht eindeutig beantwortet werden. Die meisten der in der heimatkundlichen Literatur für den Limes Sorabicus in Anspruch genommenen Burganlagen wurden jedoch erst im Hochmittelalter gegründet. Möglicherweise entstanden frühmittelalterliche Burgen wie die im Hersfelder Zehntverzeichnis genannten Anlagen zwischen unterer Saale und Unstrut, darunter z. B. die Seeburg am Süßen See, Burg Schraplau und Burg Querfurt und vergleichbare Burgen an der mittleren Saale auf dem Johannisberg bei Jena-Lobeda oder dem Alten Gleisberg bei Bürgel in einem zeitlichen und inhaltlichen Zusammenhang mit der Einrichtung des Limes Sorabicus.
Freilich hat es sich bei Grenzen im Früh- und Hochmittelalter fast immer um mehr oder weniger breite, siedlungsarme Zonen gehandelt und nicht um scharfe Linien im Sinne heutiger Grenzen. Im Orlagebiet bei Saalfeld/Saale reichte der fränkische Einflussbereich nachweislich weit östlich über die Saale hinaus. Auch im mittleren Saaletal um Jena bildeten beide Seiten des Flusses offenbar einen einheitlichen Siedlungs- und Wirtschaftsraum mit der Saale als wichtigstem Verkehrs- und Verbindungsweg, so dass die östliche Begrenzung der Mark eher in den ausgedehnten Wäldern rechts der Saale lag. Nördlich davon, an der unteren Saale – in den Offenlandschaften etwa von Naumburg, spätestens aber von Weißenfels an bis zur Saalemündung – fehlen dagegen natürliche Grenzen der Siedlungskammern etwa in Form größerer Waldgebiete. Möglicherweise bildete hier die Saale zumindest am Ende des 8. und in der ersten Hälfte des 9. Jahrhunderts eine Grenzlinie im neuzeitlichen Sinne. Dabei ist jedoch eine allmähliche Ausdehnung des ostfränkischen Macht- und Einflussbereichs schon vor der großen Slawenfeldzug König Heinrichs I. in den Jahren 928/929 bis zur Mulde und bis kurz vor die Siedlungsgebiete der Daleminzier hin wahrscheinlich.